# 휴키와 빌

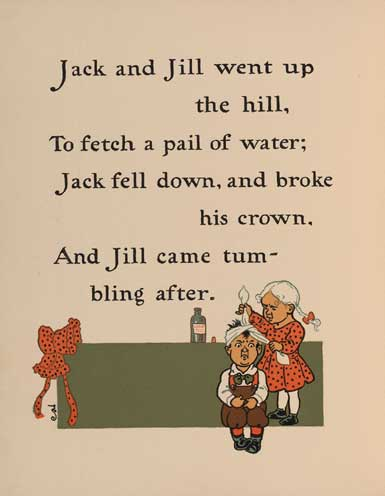
잭과 질은 휴키와 빌와 관련된 것으로 인식된다.

휴키(고대 노르드어: Hjúki)와 빌(고대 노르드어: Bil)은 노르드 신화의 달의 신 마니를 따라 하늘을 가로지르는 남매이다. 휴키와 빌은 《신 에다》에만 언급된다. 달의 충돌구나 위상변화를 의인화한 것이라는 학설이 있다.